# Центральное кладбище (София)

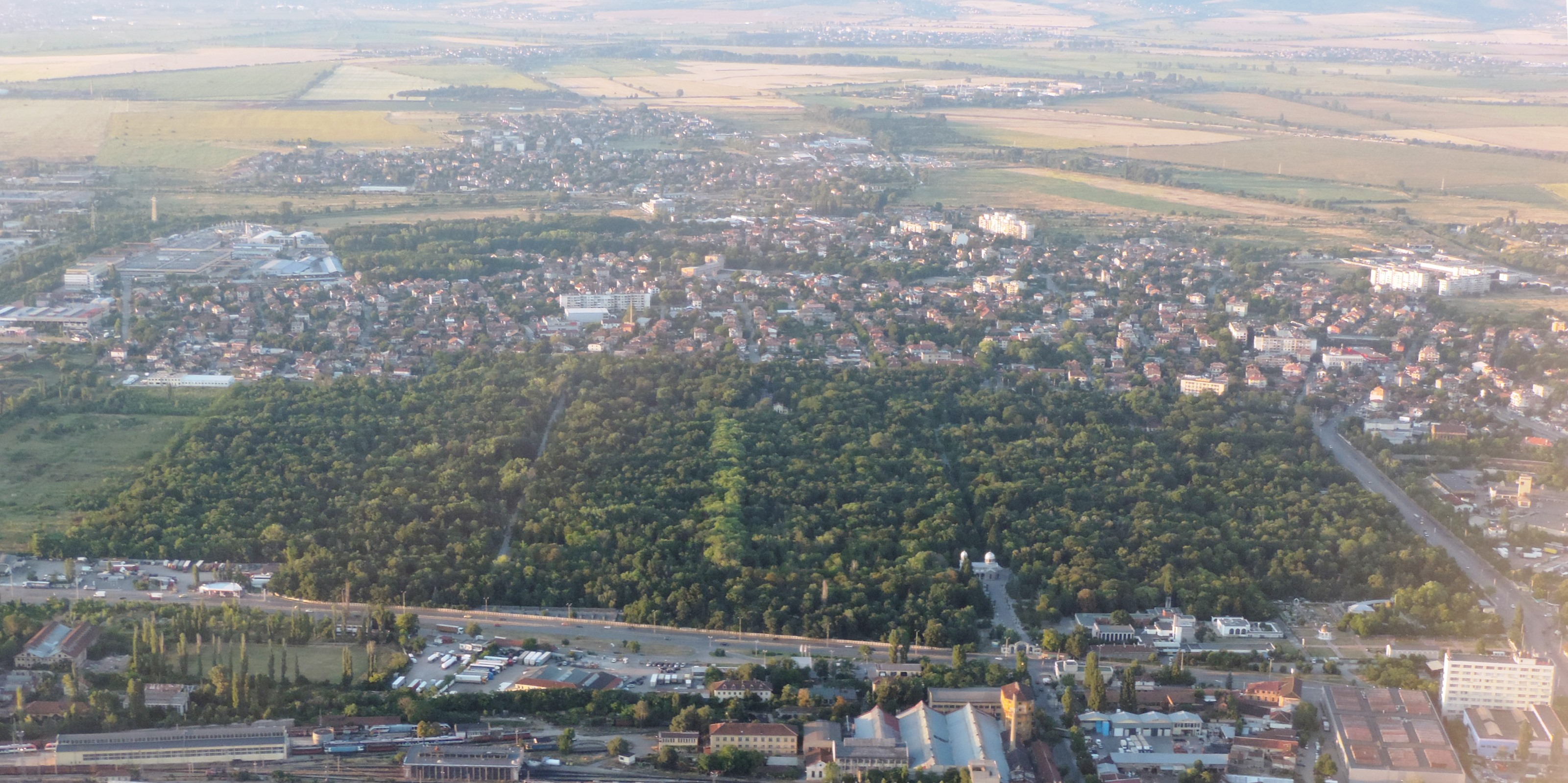
Аэрофотоснимок кладбища

Центральное кладбище Софии (болг. Централни софийски гробища) — крупнейшее кладбище в Софии, столице Болгарии. Расположено в Орландовци в северной части города. Используется различными религиозными группами, а на его территории имеются церкви различных конфессий: православная церковь Успения, католическая часовня Св. Франциска, Армянская церковь, еврейская синагога и другие.

## На кладбище похоронены
- Георгий Аспарухов, футболист
- Георги Вазов
- Георгий Димитров
- Михаил Драгоманов
- Тодор Живков
- Людмила Живкова
- Васил Коларов
- Алеко Константинов
- Димитр Косев
- Вадим Лазаркевич
- Андрей Луканов, политик, премьер-министр Болгарии
- Андрей Ляпчев
- Мара Малеева-Живкова
- Крсте Мисирков
- Стоян Михайловский
- Георги Петров
- Васил Радославов
- Райна Михайлова
- Борис Сарафов
- Пенчо Славейков
- Петко Славейков
- Димитр Списаревский
- Стефан Стамболов
- Димитр Талев
- Христо Татарчев
- Паша Христова
- Илья Фёдорович Шапшал